# 國民會議宮
國民議會宮（葡萄牙語：Palácio do Congresso Nacional）是巴西首都巴西利亞的一座建築，也是巴西國民議會的所在地。這座建築修建於1960年。國民會議宮位於紀念軸的中央，和普拉納托宮、巴西最高法院構成了三權廣場。